# По правде говоря
«По пра́вде говоря́» (англ. Truth Be Told) — американский комедийный телесериал, созданный ДиДжеем Нэшем. ДиДжей Нэш и Уилл Пэкер спродюсировали шоу для Universal Television. Премьера состоялась 16 октября 2015 года.

## В ролях

### Основной состав
- Марк-Пол Госселаар в роли Митча
- Тони Белл[англ.] в роли Рассела
- Ванесса Лаше в роли Трейси
- Бреша Уэбб в роли Энджи

### Второстепенный состав
- Алекс Джейн Го в роли Сейди (эпизоды 1, 2, 5)
- Софи Маккензи Нак в роли Сейди (эпизоды 3, 4, 6-10)
- Мелани Пакссон[англ.] в роли Линды

## Производство
Сериал был заказан телеканалом NBC 7 мая 2015 года. 27 июля 2015 года NBC сменил название шоу с «Люди говорят» на «По правде говоря». NBC сократил заказ с тринадцати эпизодов до десяти 27 октября 2015 года.

## Отзывы критиков
«По правде говоря» получил в целом отрицательные отзывы от критиков. На Metacritic шоу имеет 26 баллов из ста на основе 20-ти рецензий. На Rotten Tomatoes сериал имеет 13 % «свежести», что основано на 31-м отзыве критиков со средним рейтингом 3,1/10. Критический консенсус сайта гласит: «Шоу стремиться быть очень острым, однако на самым деле отправляет зрителей слушать несмешные шутки типичных персонажей ситкомов».